# Orlíček zkřížený
Orlíček zkřížený (Aquilegia × hybrida) nebo také orlíček zvrhlý je druh rostliny z čeledi pryskyřníkovité (Ranunculaceae). Jde o pěstované především evropské a americké barevné kultivary druhu orlíček obecný (Aquilegia vulgaris). Pod označení orlíček zkřížený jsou ovšem zahrnuti také všichni ostatní kříženci druhů rodu. Náleží sem i dvoubarevní kříženci A. flabellata x A. caerulea nazývané také Aquilegia x haylodgensis. Většina kříženců kvete v květnu. Šlechtěním druhů se zabýval v ČR Vlastimil Vaněk, syn zahradního architekta Josefa Vaňka, na Šlechtitelské stanici v Heřmanově Městci. 

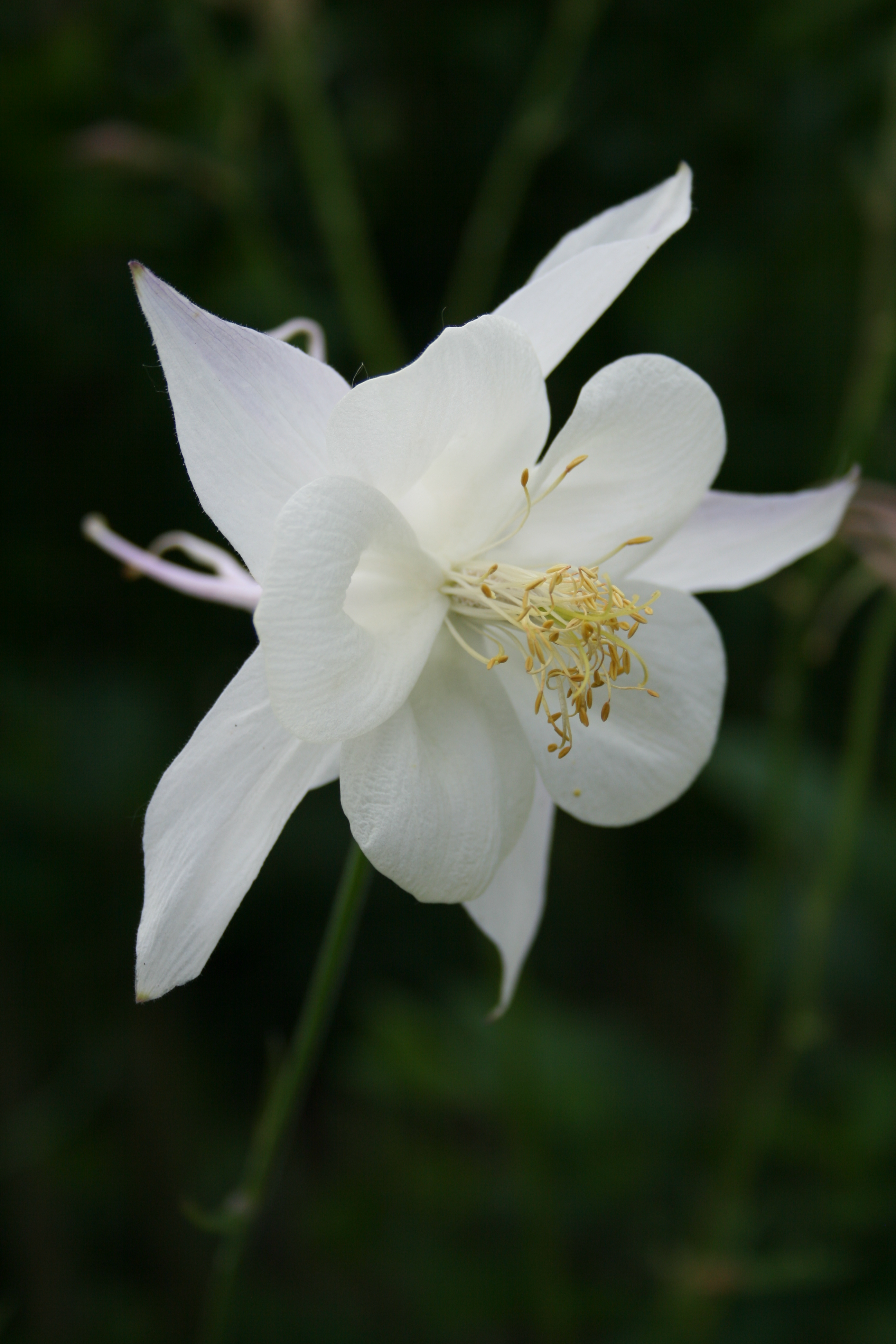
Aquilegia × cultorum 'Kristall'

## Synonyma
Podle biolib.cz se pro druh orlíček zkřížený (Aquilegia × hybrida) používá více rozdílných názvů.

### Vědecké názvy
Podle biolib.cz je pro druh s označením Aquilegia × hybrida používáno více rozdílných názvů, například Aquilegia × cultorum, Aquilegia × haylodgensis, Aquilegia × hybridum.

### České názvy
Podle biolib.cz je pro druh s označením orlíček zkřížený používáno více rozdílných českých názvů, například orlíček zvrhlý.

## Popis
Jedná se o vytrvalou rostlinu dorůstající nejčastěji výšky 30–60 cm s krátkým silným oddenkem. Lodyha je přímá, větvená, téměř lysá, v horní části řídce trochu chlupatá, někdy nahoře řídce žláznatá.

### List
Přízemní listy jsou dlouze řapíkaté, složené, 2x trojčetné, lístky v obrysu okrouhlé až eliptické, na okraji vroubkované až laločnaté. Lodyžní listy jsou s kratšími řapíky, nejvyšší pak přisedlé, nejvyšší až jednoduché. Čepele jsou svrchu zelené, naspodu nasivělé, chlupaté až olysalé.

### Květ
Květy jsou na dlouhých stopkách v řídkém vrcholičnatém květenství, jsou většinou modré až modrofialové barvy, ale často se objevují i různé barevné odchylky, jež mohou být různě zbarvené. Kališních lístků je 5, jsou petaloidní (napodobující korunu), zbarvené standardně modře, řidčeji růžově až bíle, jsou vejčitého tvaru, nejčastěji 18–30 mm dlouhé a asi 10–12 mm široké. Korunních lístků je taky 5, stejné barva jako kališní, jsou kornoutovitého tvaru na bázi s asi 13–22 cm dlouhou na konci zakřivenou ostruhou, kde jsou nektária. Kvete v květnu až v červenci.

## Rozšíření
Obecně pěstovaný druh.

## Použití
Trvalka do volných výsadeb, záhonů, větších skalek a k řezu. Vhodná jako solitéra v sadovnické výsadbě nebo dominanta ve výsadbě v záhonu.

## Pěstování
Jde o mrazuvzdornou, nenáročnou trvalku. Preferuje humózní a výživné, přiměřeně vlhké půdy, podle některých zdrojů ale spíše vlhké a s vyšším obsahem vápníku. Vhodné je osluněné stanoviště, snese polostín. Jednotlivé druhy a kultivary se ale mezi sebou snadno kříží a šíří se samovýsevem.